# اليسانة
اليُسَانَة أو اليُسَّانة أو اللُّسَّانة (من العبرية: אלי הושענא إِلِي هُسَانَّا، أي الله يحفظنا، وهي حاليًا بالإسبانية: Lucena) هي إحدى بلديات مقاطعة قرطبة الواقعة بمنطقة الأندلس ذاتية الحكم بجنوب إسبانيا. بلغ عدد سكانها 40.746 نسمة وفقاً لإحصائية سنة 2007. عرفت المقاطعة سابقا بوجود الجالية اليهودية وأبرز مشاهيرها إسحاق الفاسي.

## أعلام
- مارتن ألفاريز
- إسحاق الفاسي
- لويس باراهونا دي سوتو
- لويس راميريز دي لوسينا
- إبراهيم علي العطار